# Bo Hansson (musiker)
För gitarristen med samma namn, se Bo Hansson (gitarrist)
Bo Ingemar Gunnar Hansson, född 10 april 1943 i Göteborg, död 23 april 2010 i Stockholm, var en svensk organist och tonsättare. Hansson är bland mycket annat känd för sin musikaliska tolkning av J. R. R. Tolkiens boktrilogi Sagan om ringen.

## Biografi
Bo Hanssons föräldrar drev marketenteri vid Karlbergs slott i Solna. Innan dess hade familjen bott i Göteborg och Östersund. Under en period fick Bo Hansson bo inhyst hos en familj i en banvaktsstuga. Bo Hansson reste som gitarrist med Rock-Olga på 1950-talet och senare med Merrymen på 1960-talet. Upptäckten av hammondorgeln kom att prägla hans fortsatta musikskapande.

### Hansson & Karlsson
Han bildade med Jan Carlsson bandet Hansson & Karlsson, som gav ut flera skivor med den originella sättningen trummor och orgel (utan sång). Gruppen spelade instrumental jazzrock och psykedelia. Gruppens musik byggde mycket på improvisationer varför också deras liveshower blev mycket olika och varierade från gång till gång. De blev bekanta med Jimi Hendrix och spelade med honom några gånger, bland annat på Bill Öhrströms klubb Filips i Stockholm. Jimi Hendrix spelade själv in Hansson & Karlssons komposition "Tax Free". Gruppen var även förband åt Cream på Stockholms konserthus 1967. Efter ett tag gick Bo Hansson och Janne Carlsson skilda vägar och Hansson gjorde solokarriär.

### Sagan om ringen
Hansson är känd för sin musikaliska tolkning av J. R. R. Tolkiens boktrilogi Sagan om ringen 1970. Hansson hade blivit tipsad att läsa Sagan om Ringen av sin flickvän. Hansson ansåg att böckerna behövde ett soundtrack. Under tre månader skapade han musiken i en lägenhet på Södermalm i Stockholm. Han spelade också in en demotejp som han gav till Anders Lind, blivande grundare av skivbolaget Silence Records. Skivan sålde guld i England och Australien. Hansson uppträdde aldrig under eget namn utan gjorde enbart ett fåtal inhopp på andras spelningar.

### Återutgivningar och samplingar
Bo Hanssons musikalbum återutgavs på CD med engelska titlar på 1990- och på 2000-talen med svenska titlar. De sista åren samarbetade Hansson ibland med hammondorganisten Eric Malmberg från Sagor & Swing under namnet Dubbelorganisterna.
Hiphopproducenten El-p samplade Bo Hanssons Attic Thoughts för låten "Stress Rap" från skivan The Cold Vein av Cannibal Ox 2001. Hiphopproducenten Peanut Butter Wolf samplade Bo Hanssons "Lothlòrien" för låten "Breaks Em Down" från albumet My Vinyl Weighs a Ton.
Låten "Utflykt med förvecklingar", från "Ur trollkarlens hatt", har använts av artister som Atmosphere, Fat Joe, Fattaru och Black Milk.  Låten "Solen (parallellt eller 90 grader)", från samma skiva, har spelats in av Dag Vag.
Låtarna "The Black Riders" ("De svarta ryttarna"), "Flight to the Ford" ("Flykten till vadstället") och "Leaving Shire" ("Första vandringen") är med i Lukas Moodyssons film Tillsammans.
Bo Hansson är begravd på Katarina kyrkogård i Stockholm.

## Diskografi

### Soloalbum
- 1970 – Sagan om Ringen, återutgiven år 1993 och 2002
- 1972 – Ur trollkarlens hatt, återutgiven år 1993 och 2002
- 1975 – Mellanväsen, (internationellt Attic Thoughts) återutgiven år 1995 och 2005
- 1977 – El-ahrairah, (internationellt Watership Down) återutgiven år 2005
- 1985 – Mitt i livet

### Med Hansson & Karlsson
- 1967 – Lidingö Airport (singel)
- 1967 – Monument (LP)
- 1968 – P som i pop (pappsingel med en låt utgiven av Dagens Nyheter)
- 1968 – Rex (LP)
- 1969 – Gold (LP)
- 1969 – Man at the Moon (LP)
- 1998 – Hansson & Karlsson (samlingsalbum) (CD)
- 2010 – For People in Love 67-68

## Filmmusik (urval)
- 1968 – Jag älskar, du älskar
- 1968 – Agent 0,5 och kvarten – fattaruväl!